# Оборонний коледж НАТО

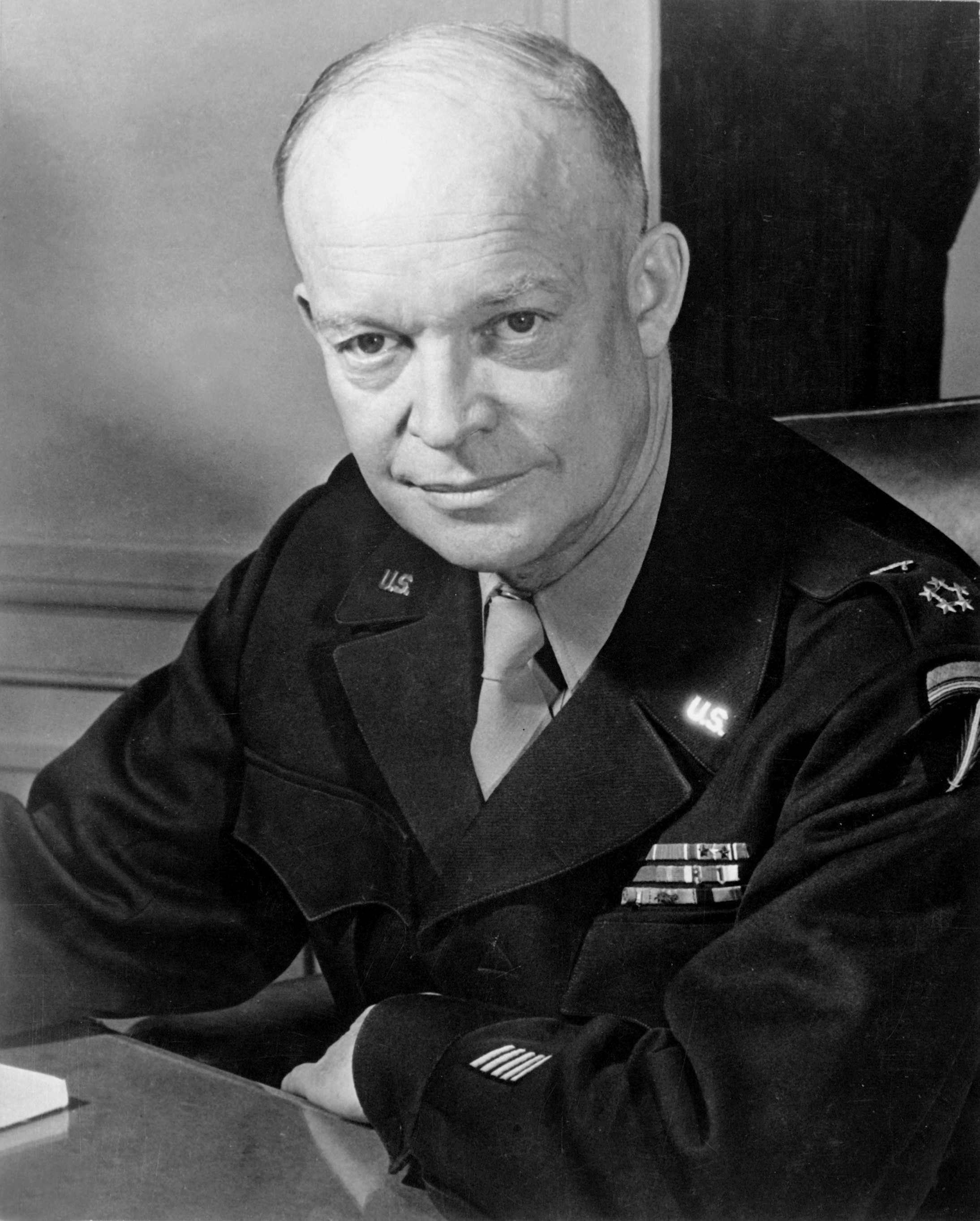
Дуайт Ейзенхауер

Оборонний коледж НАТО (англ. NATO Defense College, NDC) — головна установа НАТО в галузі військових досліджень. Місце розташування — Рим, Італія.

## Історія
Оборонний коледж НАТО був заснований в 1951 р. генералом Дуайтом Ейзенхауером, першим верховним головнокомандувачем об'єднаними збройними силами НАТО в Європі, як великий центр освіти, вивчення та досліджень у галузі трансатлантичної безпеки.
Його метою було створення інституту, здатного зробити внесок в ефективність і згуртованість Альянсу.
Коледж координує свою діяльність з Командуванням з трансформації об'єднаних збройних сил НАТО (Норфолк, США).